# Svirce
Svirce es un pueblo ubicado en la municipalidad de Medveđa, en el distrito de Jablanica, Serbia.

## Superficie
Posee una superficie de 21,90 kilómetros cuadrados.

## Demografía
Hasta 2011 la población era de 77 habitantes, con una densidad de población de 3,516 habitantes por kilómetro cuadrado.